# Religie in de Europese Unie

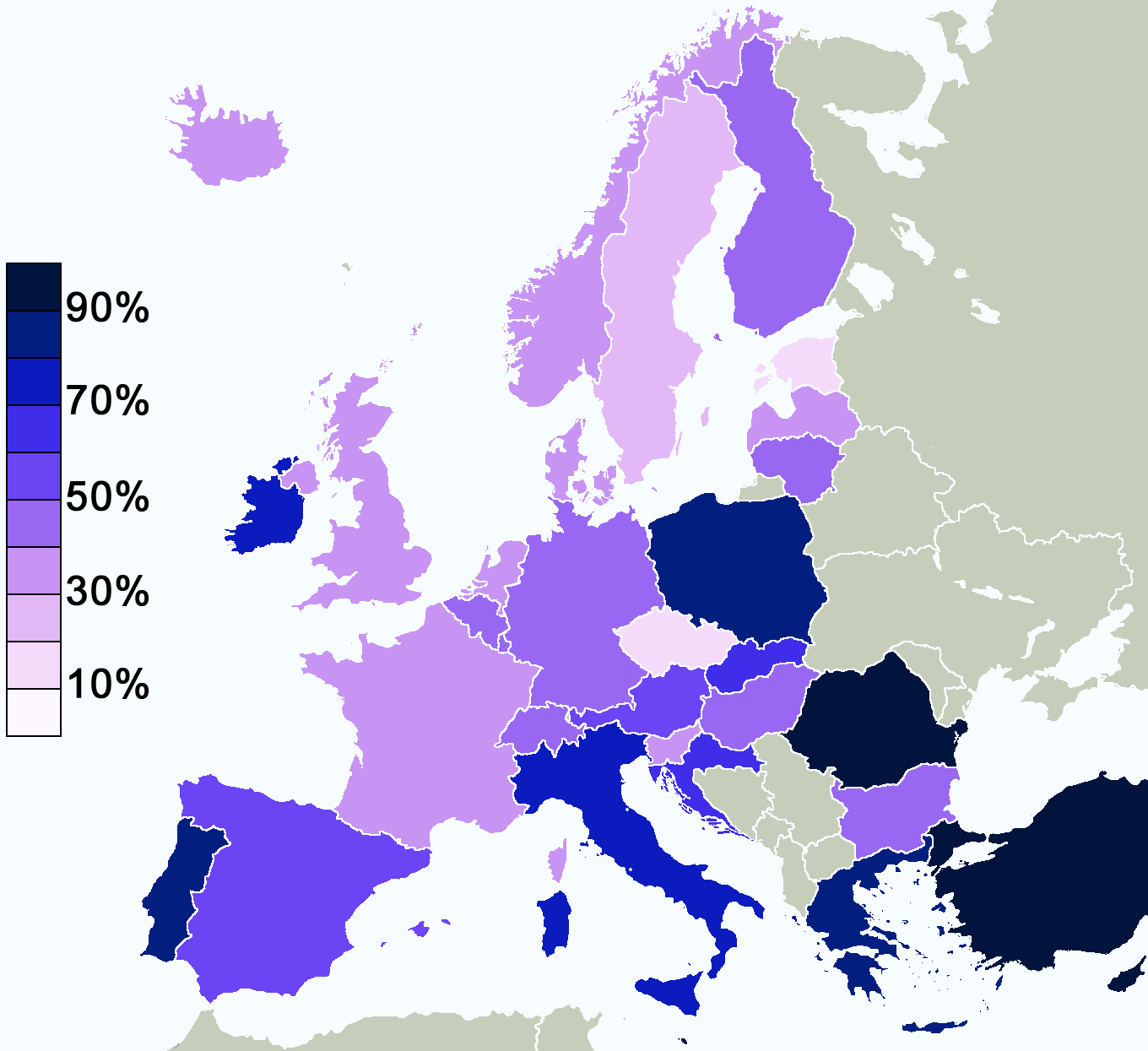
Percentage Europeanen per lidstaat dat in 2005 in een God geloofde (kaart is inclusief enkele niet-EU-landen)

Dit artikel handelt over religie in de Europese Unie.
De Europese Unie is een seculier orgaan, zonder formele relaties met wat voor religie dan ook en zonder vermelding van religie in huidige of voorgestelde verdragen. Tijdens discussies omtrent de ontwerptekst van de Europese Grondwet en later het Verdrag van Lissabon waren er voorstellen om naar het christendom en/of God te verwijzen in de inleiding van de tekst. Dit idee kreeg echter veel oppositie, en zodoende werd het niet aangenomen.
De gedachte om te verwijzen naar het christendom komt voort uit het gegeven dat het christendom de dominante religie is in de meeste lidstaten van de Europese Unie. Het christendom in de Europese Unie kan ruwweg verdeeld worden in het rooms-katholicisme, een brede hoeveelheid protestantse kerken (vooral in Noord-Europa) en de oosters-orthodoxe Kerk (vooral in Zuidoost-Europa). Andere religies, vooral de islam en het jodendom komen ook voor. Er leven in de Europese Unie ruwweg meer dan een miljoen joden en 16 miljoen moslims.
Bevindingen van Eurostat, het statistische bureau van de Europese Unie, dat religie en geloof van de EU-bevolking onderzocht als onderdeel van de Eurobarometer, toonden aan dat de meerderheid van de EU-bevolking wel een soort van geloof heeft, maar dat maar eenentwintig procent dit als belangrijk ervaart. Er is een groeiend aantal atheïsten onder de Europese bevolking, met daarnaast in de meeste landen een dalend kerkbezoek en kerklidmaatschap. De Eurobarometer van 2005 laat zien dat van de bevolking van de vijfentwintig lidstaten, 52% in een God gelooft, 27% in een of andere bovennatuurlijke entiteit of levenskracht gelooft en dat 18% geen enkele vorm van geloof heeft. De landen waar het laagste percentage mensen aangaf een religie aan te hangen, waren Tsjechië (19%), Estland (16%), Zweden (23%) en Nederland (34%).  De landen met het hoogste aantal gelovigen waren Malta (95%), Cyprus (90%) en Roemenië (90%). In de Europese Unie als geheel bleek dat het percentage gelovigen hoger lag onder vrouwen, mensen met een religieuze opvoeding, mensen met een lager onderwijsniveau, mensen met een rechtse politieke voorkeur en mensen die zich meer bezighouden met filosofische en ethische vragen. Ook was het percentage gelovigen onder de ondervraagden hoger naarmate men ouder was.
Albanië · Andorra · Armenië · Azerbeidzjan · België · Bosnië en Herzegovina · Bulgarije · Cyprus · Denemarken · Duitsland · Estland · Finland · Frankrijk · Georgië · Griekenland · Hongarije · IJsland · Ierland · Italië · Kazachstan · Kroatië · Letland · Liechtenstein · Litouwen · Luxemburg · Malta · Moldavië · Monaco · Montenegro · Nederland · Noord-Macedonië · Noorwegen · Oekraïne · Oostenrijk · Polen · Portugal · Roemenië · Rusland · San Marino · Servië · Slovenië · Slowakije · Spanje · Tsjechië · Turkije · Vaticaanstad · Verenigd Koninkrijk · Wit-Rusland · Zweden · Zwitserland